# Канада де лос Аламос (Њу Мексико)
Канада де лос Аламос (енгл. Cañada de los Alamos) насељено је место без административног статуса у америчкој савезној држави Њу Мексико.

## Демографија
По попису из 2010. године број становника је 434, што је 76 (21,2%) становника више него 2000. године.
| Група             | 2000.       | 2010.       |
| Белци             | 186 (52,0%) | 224 (51,6%) |
| Афроамериканци    | 0 (0,0%)    | 0 (0,0%)    |
| Азијати           | 1 (0,3%)    | 8 (1,8%)    |
| Хиспаноамериканци | 160 (44,7%) | 182 (41,9%) |
| Укупно            | 358         | 434         |